# Cagiva
Cagiva er en italiensk motorcykelproducent etableret af Giovanni Castiglioni i 1950 i Varese, Italien.
Udover motorcykler solgt under eget navn, står Cagiva også bag bedre kendte produktnavne som MV Agusta og Husqvarna, samt mellem 1985 of 1996 bag Ducati. I 1992 overtog Cagiva-fabrikken produktionen af bilen Mini Moke fra BLMC's fabrik i Portugal. Cagiva nåede at producere 1500 enheder, før produktionen blev endeligt stoppet i 1993. Det tidligere Cagiva Comerciale SpA blev i 1999 omdøbt til MV Agusta Motorcycles SpA.
Navnet, Cagiva, kommer fra CAstiglioni-GIovanni-VArese.